# ريكي نوتس
ريكي نوتس (بالإنجليزية: Ricky Knotts) هو مهندس أمريكي، ولد في 23 مايو 1951 في باو باو في الولايات المتحدة، وتوفي في 14 فبراير 1980 في دايتونا بيتش في الولايات المتحدة.

## وصلات خارجية
- ريكي نوتس على موقع Racing-Reference.info (الإنجليزية)